# Blaue Ornament-Vogelspinne
Die Blaue Ornament-Vogelspinne (Poecilotheria metallica) ist eine Ornamentvogelspinne und bewohnt die Trockenwälder Südostindiens in einer Höhe von 500 bis 1000 Metern. Die Art wird lokal „Ägul purgo“ genannt, was übersetzt „blaue Spinne“ bedeutet.

## Verbreitung / Lebensraum

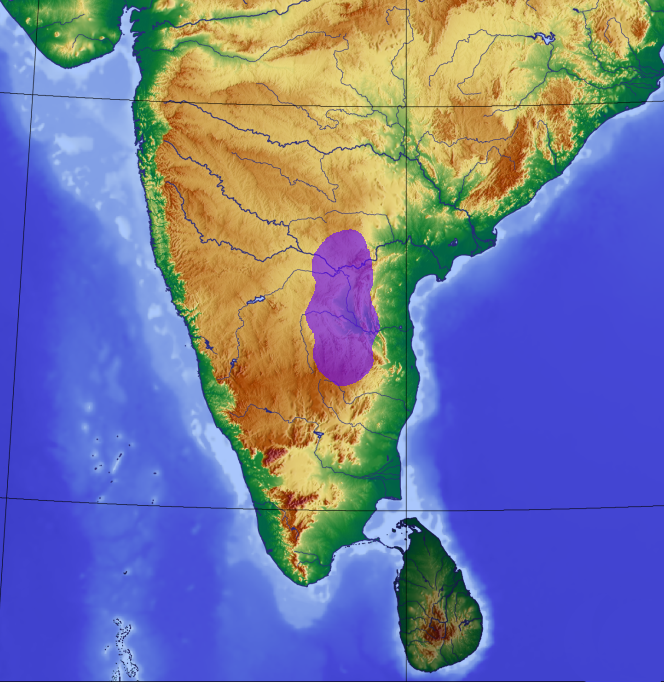
Verbreitungsgebiet (violett) der Art in Indien

### Fundort
Der Holotyp wurde im südindischen Gooty oberhalb der Nordwest-Linie der Madras Railway in einem Bungalow eines Ingenieurs der Bahnlinie gefunden. Es handelt sich dabei um ein Weibchen. Heute werden im Umkreis von Gooty keine Poecilotheria metallica mehr gefunden, entweder weil der Lebensraum stark entwaldet worden ist, oder weil der Holotyp durch Feuerholztransporte an diesen Ort verschleppt wurde. Lange Zeit wurde daher gerätselt, ob die von Reginald Innes Pocock beschriebene Art möglicherweise ausgestorben ist. Der Engländer Andrew M. Smith und der Kanadier Rick West entdeckten jedoch vor einigen Jahren diese Art in einem anderen Gebiet wieder und so wurde gewiss, dass die Art überlebt hatte.

### Lebensraum
Die Blaue Ornament-Vogelspinne ist in einer Höhe von 500 bis 1000 Metern in den Trockenwäldern Südostindiens beheimatet. Im Verbreitungsgebiet kommen starke Klimaschwankungen vor. Während des Südwestmonsuns treten gemäßigte Temperaturen und eine hohe Luftfeuchtigkeit auf. Im Rest des Jahres tritt eine trockene Hitze auf.  Während der Zeit des regenlosen Prämonsuns kann das Thermometer die Marke von 50 °C erreichen. Im Winter herrschen dagegen Temperaturen um 25 °C. Es bleibt in dieser Jahreszeit aber ebenfalls trocken.
Die Bäume dieser laubabwerfenden Trockenwälder sind nicht besonders hoch, haben aber einen großen Durchmesser. Viele werden zwischen drei bis zehn Meter hoch und haben einen Durchmesser von bis zu 30 Metern. In solchen Bäumen finden sich Exemplare dieser Art knapp über dem Boden, da dort genug Platz für die Wohnhöhlen vorhanden ist.
Der Lebensraum überschneidet sich mit dem der Arten Poecilotheria formosa und Poecilotheria regalis.

## Merkmale

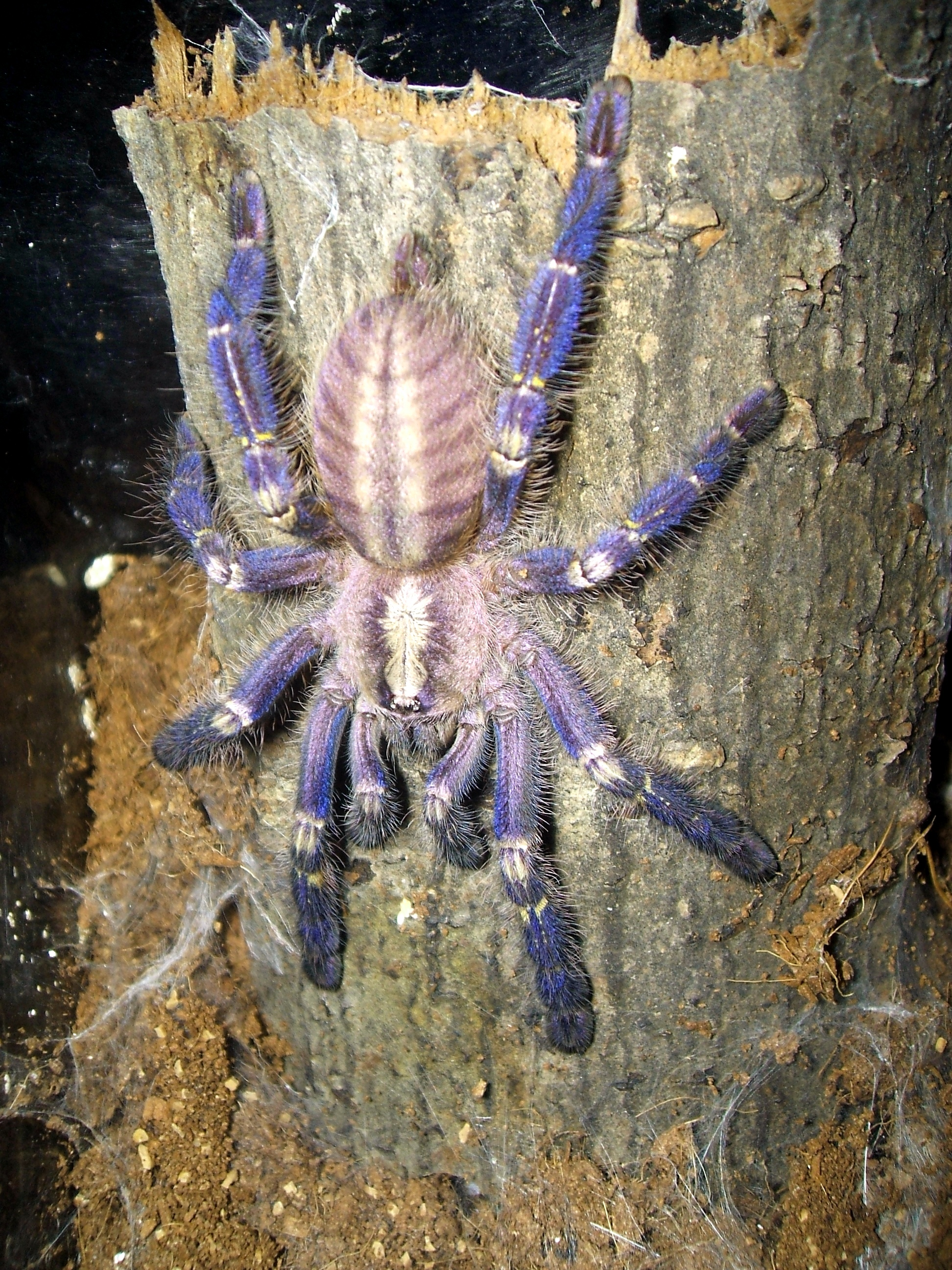
Junges Weibchen

Männchen und Weibchen unterscheiden sich hinsichtlich der Färbung kaum voneinander. Das ist für Ornamentvogelspinnen ungewöhnlich, denn bei den meisten Arten kommt ein relativ starker Geschlechtsdimorphismus vor. Selbst ein Größenunterschied zwischen den Geschlechtern ist bei dieser Art nicht stark ausgeprägt.

### Größe
Die Weibchen erreichen eine Körperlänge von bis zu fünf oder sechs Zentimetern (von den Beißklauen bis zu den Spinnwarzen gemessen). Die Männchen sind kleiner und erreichen eine Körperlänge von vier bis fünf Zentimetern. Sie gelten damit als die größten Männchen der Gattung Ornamentvogelspinnen.
Der Holotyp hat eine Länge von 52 mm. Der Carapax ist 23,5 mm lang und 20 mm breit. Die Taster sind 37 mm lang. Das erste Bein misst (von der Basis des Femurs aus) 65 mm; das zweite 59 mm, das dritte 52 mm und das vierte 64 mm. Die Patella und Tibia des ersten Laufbeins messen zusammen 25 mm; die des zweiten 22 mm; die des vierten 23 mm. Der Metatarsus des vierten Laufbeines ist 15 mm lang.

### Grundfärbung
Diese Art kann aufgrund ihrer Färbung sehr gut von den anderen Ornamentvogelspinnen unterschieden werden. Die Spinne hat eine braune, graue bis schwarze Grundfärbung. Diese wird von einem, je nach Lichtquelle unterschiedlich starken, metallischen Blau überdeckt. Vor allem nach der Häutung ist dieser blaumetallische Glanz besonders gut zu erkennen und überzieht sämtliche Körperteile. Bei älteren Tieren und solchen kurz vor der Häutung ist der Glanz nicht mehr stark ausgeprägt und meist nur noch auf den Beinen und Tastern zu sehen. Viele junge Tiere zeigen noch keine Blaufärbung und sind dann meist einheitlich grau und manchmal schwarz und haben einen metallischen Schimmer.

### Zeichnung
Die Spinnen tragen auf der Oberseite des Opisthosomas einen weißen oder gelblichen, blattartigen Fleck, der links und rechts von einer Musterung begleitet wird, welche wiederum an die Tigerstreifen oder die Wespenmusterung erinnern. In der Mitte läuft eine dunkle Linie durch diesen Fleck, die bei älteren Weibchen oftmals unterbrochen sein kann, oder bis auf wenige Abschnitte verschwunden ist. Die Unterseite ist schokoladenbraun.
Auf dem Carapax haben die Spinnen einen weißen Fleck, der an die Form einer Violine erinnert. Die Seiten des Flecks sind mit dunklen, fast schwarzen Streifen flankiert. Von diesen Bändern geht die Färbung in Richtung der Prosomaränder in ein helleres Grau über. Der Augenhügel liegt auf einem schwarzen Fleck, der wie eine schwarze Sonnenbrille aussieht.
Die Laufbeine und Taster werden nach außen immer dunkler. Die Tarsen besitzen oberhalb keine Punkte. Die Metatarsen haben einen feinen, graubraunen Streifen. Auf der Tibia befinden sich gelbe Punkte auf einer Linie. Die Unterseite der ersten beiden Laufbeine ist schwarzbraun mit einem starken blauen, metallischen Glanz. An der Basis hat die Tibia auf der Unter- und Innenseite einen gelborangen Fleck. Ein Ausläufer kann sich schwach bis auf die Oberseite weiterziehen. Das dritte und das vierte Laufbeinpaar sind unterhalb weniger stark metallisch-blau gefärbt und der gelbe Punkt auf der Tibia ist schwächer ausgeprägt. Die Unterseite der Taster ist dunkelbraun und mit einem schwachen metallisch-blauen Glanz versehen.

## Lebensweise

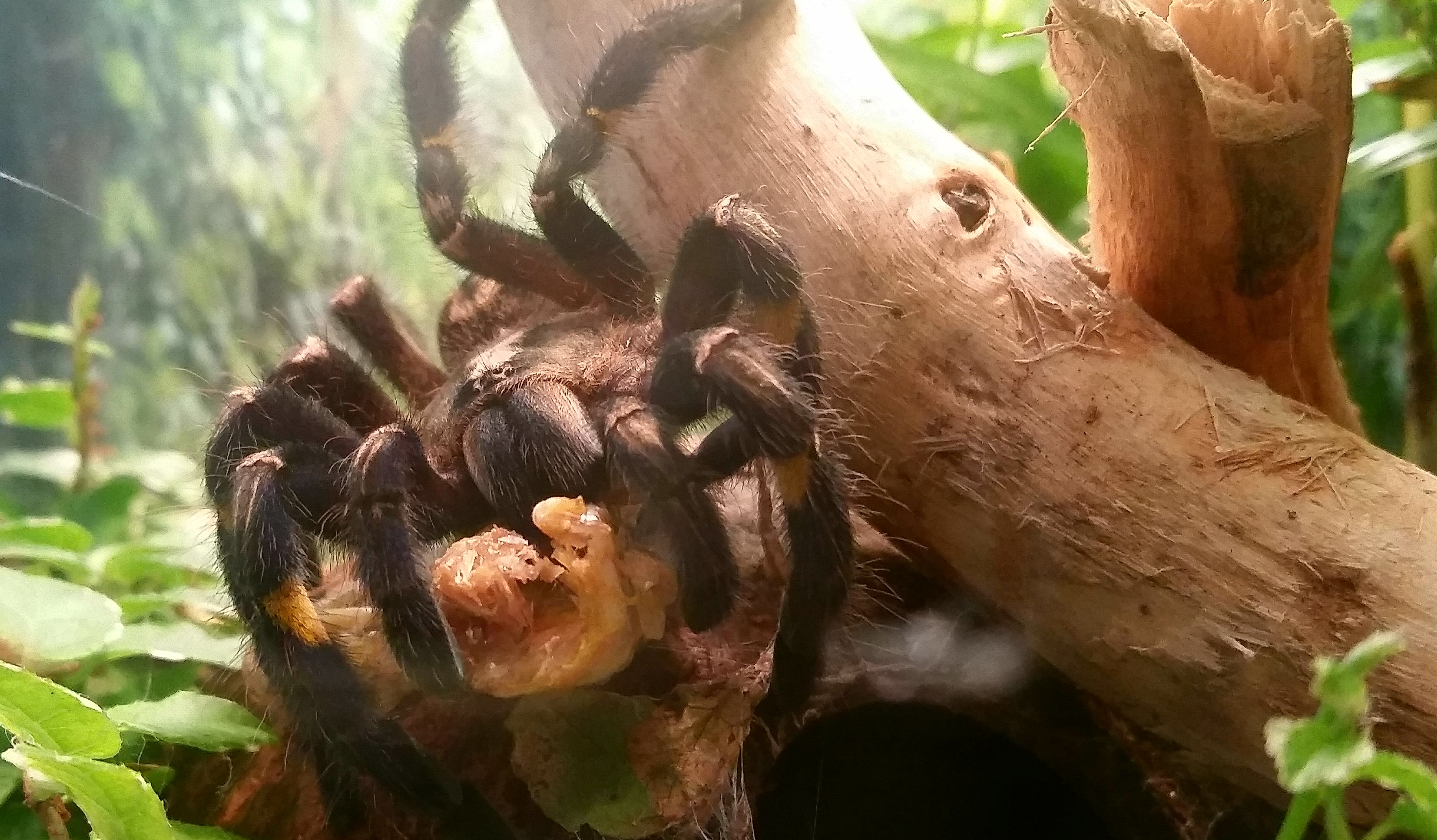
Poecilotheria metallica mit Beute

Die Tiere kommen in geringen Populationsdichten vor. Sie sind nur etwa im Abstand von 100 Metern zu finden. Ab dem zweiten Nymphenstadium entfernen sie sich von der Mutter und ihren Geschwistern und leben alleine. Die Spinnen jagen meistens nachts und befinden sich tagsüber in ihren Wohnröhren. Sie erbeuten baumbewohnende Insekten und Reptilien, die sich in der Nähe ihres Gespinst aufhalten.
Viele Weibchen und Männchen häuten sich zu Beginn des Südwestmonsuns. Einige Männchen haben dann ihre Reifehäutung und werden paarungsfähig. Die Verpaarung findet dann während der Regenzeit statt und verläuft meistens sehr friedlich. Erst im Winter bauen die Weibchen Kokons, die etwa 100 bis 150 Eier beinhalten. Im Februar schlüpfen die Larven, die bereits kannibalistisches Verhalten zeigen. In den Monaten April und Mai (während des Prämonsuns) werden aus den Larven Nymphen. Sie bleiben bis etwa zum Beginn des Monsuns im Juni oder Juli bei der Mutter. In dieser Zeit finden die Nymphen genug Futter und können dadurch schnell wachsen.

## Terrarienhaltung
Die Tiere werden wegen ihres schönen Aussehens vermehrt in Terrarien gehalten und gelegentlich im Tierhandel angeboten. Da sie sehr begehrt sind, sind einzelne Exemplare relativ teuer. Obwohl sich die Zucht nicht sehr einfach gestaltet, sind Nachzuchten dieser Art in Gefangenschaft gelungen.